# Michałowice (Petite-Pologne)
Pour les articles homonymes, voir Michałowice.
Michałowice est une localité polonaise, siège de la gmina de Michałowice, située dans le powiat de Cracovie en voïvodie de Petite-Pologne.